# Benkner Büchel

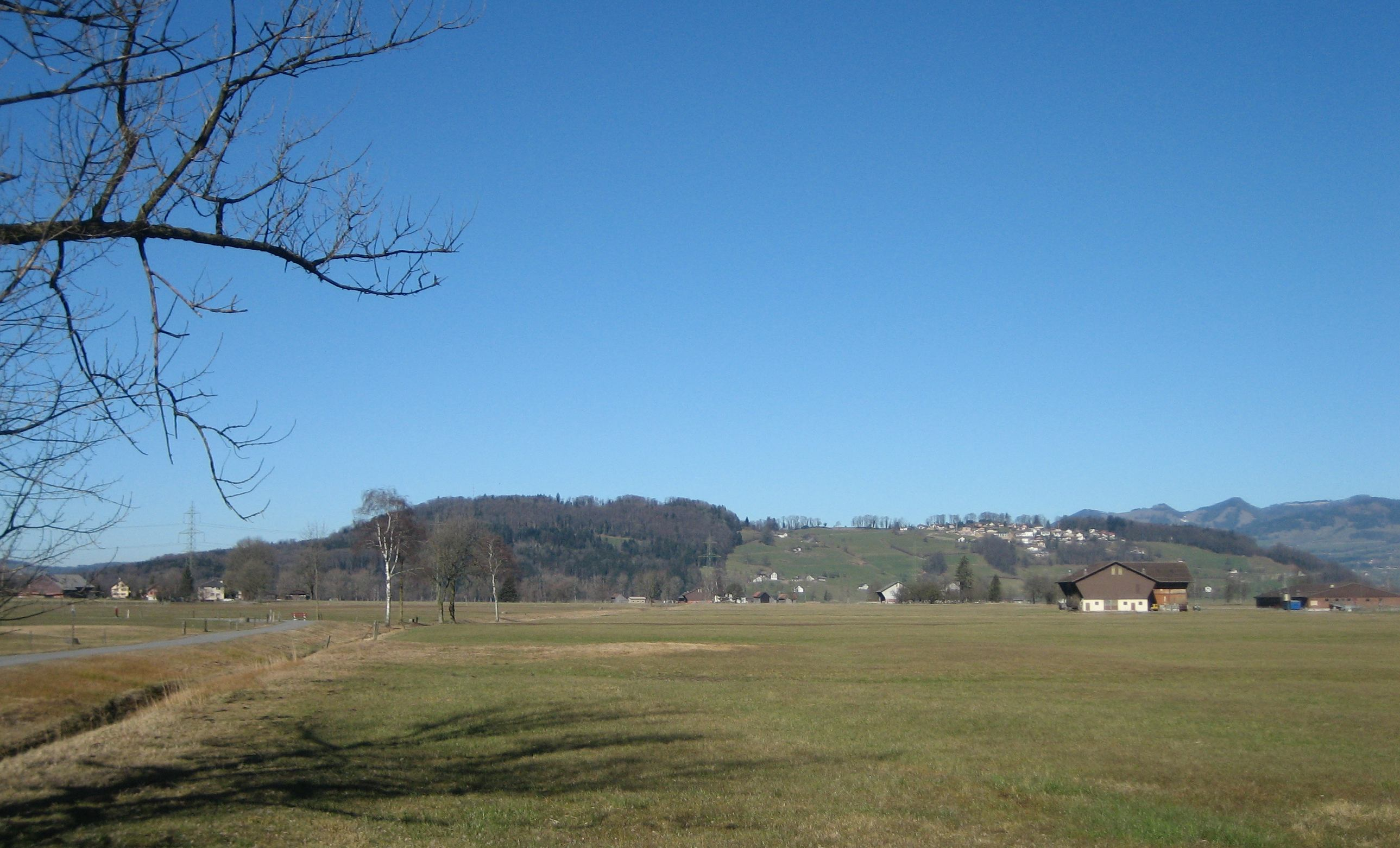
Benkner Büchel, Ansicht von Süden

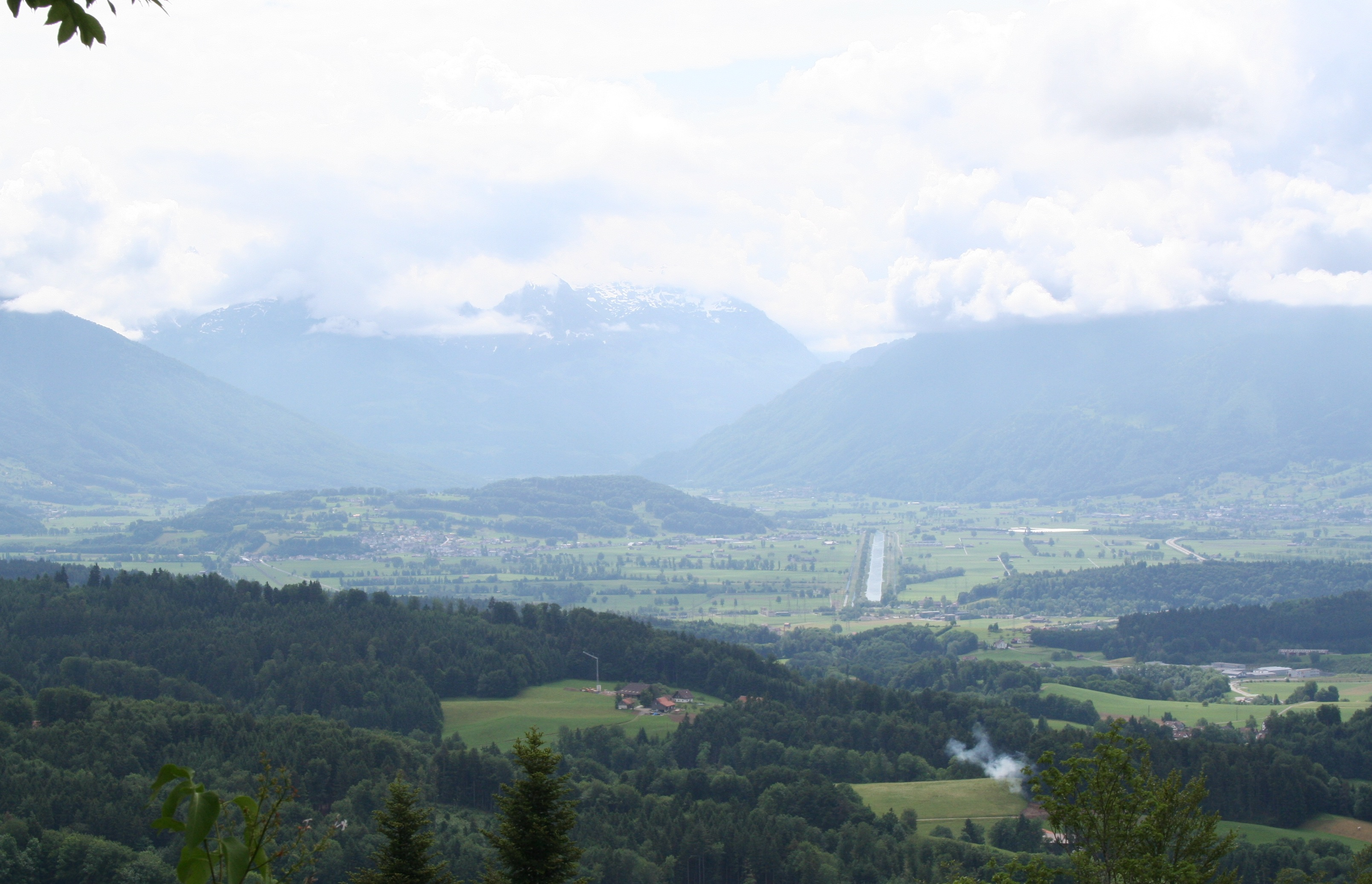
Linthebene mit dem Benkner Büchel, Ansicht von Norden, vom Bachtel aus gesehen

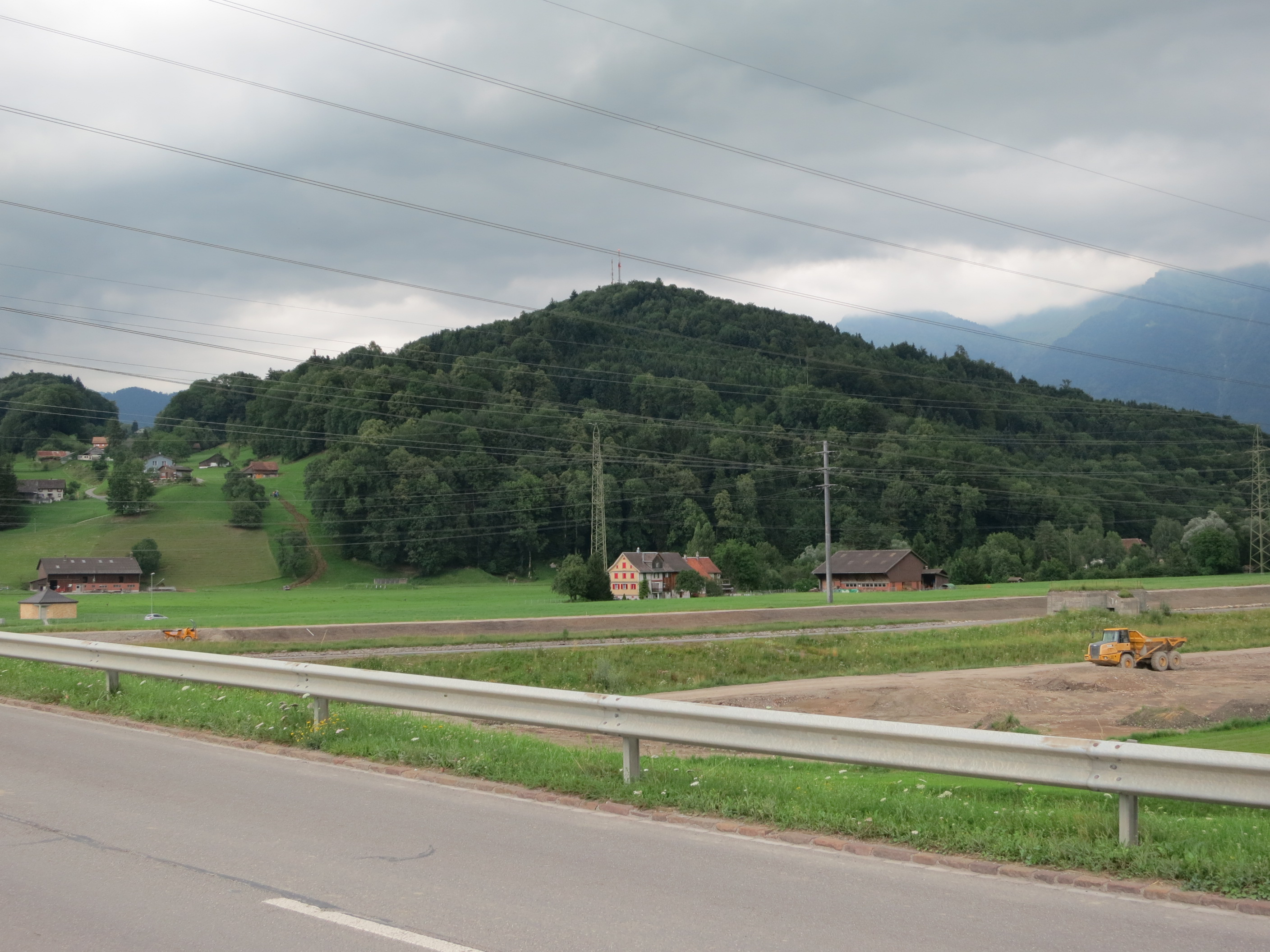
Benkner Büchel mit Mösliflue von Reichenburg aus gesehen.

Der Benkner Büchel ist eine Erhebung mit einer maximalen Höhe von 605 m ü. M. Er steht auf dem Gebiet der Gemeinde Benken in der Linthebene, rechts des Linthkanals. Oben liegt eine Streusiedlung, die durch eine Strasse mit dem Dorfkern verbunden ist. Eine Sehenswürdigkeit ist der Maria-Bildstein.
Der Benkner Büchel ist ein Molassehügel, der von Gletschern der Eiszeit abgerundet wurde, ein sogenannter Rundhöcker. Er besteht aus einem hochwertigen Sandstein, der zu den typischen Molassegesteinen gehört. Dieses Gestein entstand, als sich vor etwa 30 Millionen Jahren im Gebiet des heutigen Benkner Büchels unter der Last der heranrückenden Alpen  ein sogenanntes Molassebecken bildete.
Maria Bildstein («Gfrörer-Chappeli») ist ein Wallfahrtsort und geht auf einen 1519 errichteten Bildstock zurück. Aber erst im Laufe des 18. und 19. Jahrhunderts kamen in nennenswerterer Anzahl Pilger zu diesem Wallfahrtsort. Eine Kapelle wurde 1848 errichtet. Zwischen 1881 und 1883 wurde ein Neubau und 1966 die heutige Kirche errichtet.